# パキスタンの関与した戦争一覧
パキスタンの関与した戦争一覧（パキスタンのかんよしたせんそういちらん）は、これまでパキスタンが関与した戦争について一覧にまとめたものである。
1947年の建国以来、パキスタンは国内外の様々な戦争に関与している。過去も現在も軍事作戦の主な焦点は隣国のインドにあり、頻繁に繰り返し起きている国境紛争や対立だけでなく4度の大規模な戦争を戦っている。両国はイギリスからの独立やカシミールをめぐる第一次印パ戦争以来、敵対的で激動な関係にあり、ともにカシミールに対する領有権を主張しているが、カシミール全体を支配したことはなく、管理ラインにより分割されている。カシミール紛争では国際連合が大規模な介入と調停を行ったが失敗に終わった。
パキスタンは隣国のアフガニスタンとも激動的な関係にあり、国境紛争と外交的な緊張の期間を特徴とし、パキスタン政府はアフガニスタンとの国境地帯で軍事活動を強化し、不法移民、武装勢力、密輸を取り締まるために国境障壁を構築した。
パキスタンは、本拠である南アジア以外でも、大規模な連合の一部として、中東やアフリカの国際的な紛争に関与しており、様々な国際連合平和維持活動への最大の貢献国の一つになっている。2004年にはアメリカ合衆国によりMNNA（NATOに加盟していない同盟国）に指定され、アメリカ同時多発テロ事件（2001年9月11日）以降のアメリカ主導の対テロ戦争に幅広く参加している。
| 戦争                                                           | パキスタン 同盟国                                                                         | 相手国                                         | 結果 |
| -------------------------------------------------------------- | ----------------------------------------------------------------------------------------- | ---------------------------------------------- | --- |
| 第一次印パ戦争 (1947 - 1948)                                   | パキスタン · アザド・カシミール · Furqan Force                                            | インド · ジャンムー・カシュミール藩王国        | 停戦 - 印パによるカシミール分割領有                                                                                   |
| First Balochistan Conflict (1948)                              | パキスタン                                                                                | カラート反乱軍                                 | 勝利 - 反乱軍の敗北                                                                                                   |
| Second Balochistan Conflict (1958 - 1959)                      | パキスタン                                                                                | カラート反乱軍                                 | 勝利 - Nauroz Khanの降伏                                                                                              |
| Bajaur Campaign (1960 - 1961)                                  | パキスタン                                                                                | アフガニスタン                                 | 勝利 - アフガニスタンの侵略を撃退                                                                                     |
| Third Balochistan Conflict (1963 - 1969)                       | パキスタン                                                                                | カラート反乱軍                                 | 勝利 - One Unit政策の廃止                                                                                             |
| 第二次印パ戦争 (1965)                                          | パキスタン                                                                                | インド                                         | 決着つかず - 国際連合の停戦調停 - ラホール防衛に成功 - 両国が勝利を主張 - 恒久的な領土変更なし (Tashkent Declaration) |
| バングラデシュ独立戦争 (1971年3月) 第三次印パ戦争 (1971年12月) | パキスタン                                                                                | Mukti Bahini · インド                          | 敗北 - バングラデシュの独立 - シムラー協定                                                                            |
| Fourth Balochistan Conflict (1973 - 1978)                      | パキスタン                                                                                | バルーチスターン解放軍                         | 勝利 - 戦争前の原状回復                                                                                               |
| ソビエト連邦のアフガニスタン侵攻 (1979 - 1989)                 | Peshawar Seven · パキスタン Tehran Eight                                                  | ソビエト連邦 · アフガニスタン民主共和国        | ソビエト連邦の撤退 (限定的な関与) - ジュネーヴ協定 (1988年)                                                           |
| Siachen conflict (1984)                                        | パキスタン                                                                                | インド                                         | 敗北 - インドがシアチェン氷河を併合                                                                                   |
| アフガニスタン紛争 (1996 - 2001)                               | アフガニスタン・イスラム首長国 · (ターリバーン) · パキスタン · アルカーイダ - 055 Brigade | Islamic State (Northern Alliance)              | 膠着 - ターリバーンがカブールなどアフガニスタンの85%を支配                                                            |
| Kargil War (1999)                                              | パキスタン                                                                                | インド                                         | 敗北 - インドがKargilを奪還 - 戦争前の原状回復                                                                        |
| Fifth Balochistan Conflict (2004 - )                           | パキスタン                                                                                | バルーチスターン解放軍                         | 進行中 |
| Insurgency in Khyber Pakhtunkhwa (2004 - )                     | パキスタン · アメリカ                                                                     | パキスタン・ターリバーン運動 アルカーイダ ISIL | 進行中 |